# Aegyptobia euphratica
Aegyptobia euphratica är en spindeldjursart som beskrevs av Al-Gboory 1987. Aegyptobia euphratica ingår i släktet Aegyptobia och familjen Tenuipalpidae. Inga underarter finns listade i Catalogue of Life.